# Atriplex semilunaris
Atriplex semilunaris är en amarantväxtart som beskrevs av Paul Aellen. Atriplex semilunaris ingår i släktet fetmållor, och familjen amarantväxter. Inga underarter finns listade i Catalogue of Life.